# Fambaa
Los fambaas son bestias pertenecientes al universo de la Guerra de las Galaxias. Aparecen en el Episodio I de la saga.
Estos enormes cuadrúpedos eran capaces de soportar enormes cargas, como los generadores de escudo gungan, que desplegaban un escudo alrededor de ellos para protegerlos. Se necesitaba dos fambaas, uno que llevaba el generador de escudo, que producía la energía, y otro que llevaba el emisor de escudo, que la recibía.
Vivían en las llanuras de Naboo, al igual que los aiwha y los kaadu. Su alimentación era herbívora, y con cinco metros de altura, ingerían unas cantidades enormes de vegetales. Son los monstruos más pesados, con una masa de 4.900 kg (11 lb).